# Герб Демидівського району
Герб Деми́дівського райо́ну — офіційний символ колишнього Демидівського району Рівненської області, був затверджений 27 травня 2009 р. рішенням №336 Демидівської районної ради IV скликання.
Автори — Ю. Терлецький, М. Омельчук.

## Опис герба
Гербовий щит має форму прямокутника з півколом в основі. На синьому полі золота фібула. У червоній главі срібний лапчастий хрест. 
Щит обрамований золотим декоративним картушем і увінчаний золотою територіальною короною. 

## Значення символів
Червоний колір і срібний хрест — ознака належності території до історичної Волині. Лазуровий — багатство водних просторів. Фібула — символ краю, багатого на археологічні знахідки та історичні пам'ятки.